# Xã Olive, Quận Ottawa, Michigan
Xã Olive (tiếng Anh: Olive Township) là một xã thuộc quận Ottawa, tiểu bang Michigan, Hoa Kỳ. Năm 2010, dân số của xã này là 4.735 người.